# 斉子内親王 (醍醐天皇皇女)
斉子内親王（せいし（ただこ/きよこ）ないしんのう）は、平安時代中期の皇族。済子とも表記する。醍醐天皇皇女。母は女御・源和子。同母兄弟に常明親王、式明親王、有明親王、慶子内親王、韶子内親王がいる。朱雀天皇朝の伊勢斎宮（ただし、伊勢への群行はない）。
延長元年11月18日（923年12月28日）、同年7月に誕生した寬明親王（後の朱雀天皇）の親王宣下と合わせて内親王宣下を受ける（『一代要記』）。この時期に誕生した皇子女は一律に源氏に臣籍降下させる方針があったと考えられているが、正妃である中宮藤原穏子が皇位継承の可能性がある寬明を生んだことでこの方針が揺らぎ、まだ臣籍に下っていなかった斉子も同時に宣下を受けたと考えられている。
承平6年（936年）3月の異母姉・雅子内親王の退下により、16歳で斎宮に卜定されるが、同年5月11日に薨去。恐らく初斎院入りもなかったと見られる。これにより、姪の徽子女王（後の斎宮女御）が9月に後任として卜定された。